# 투언 막 카릴

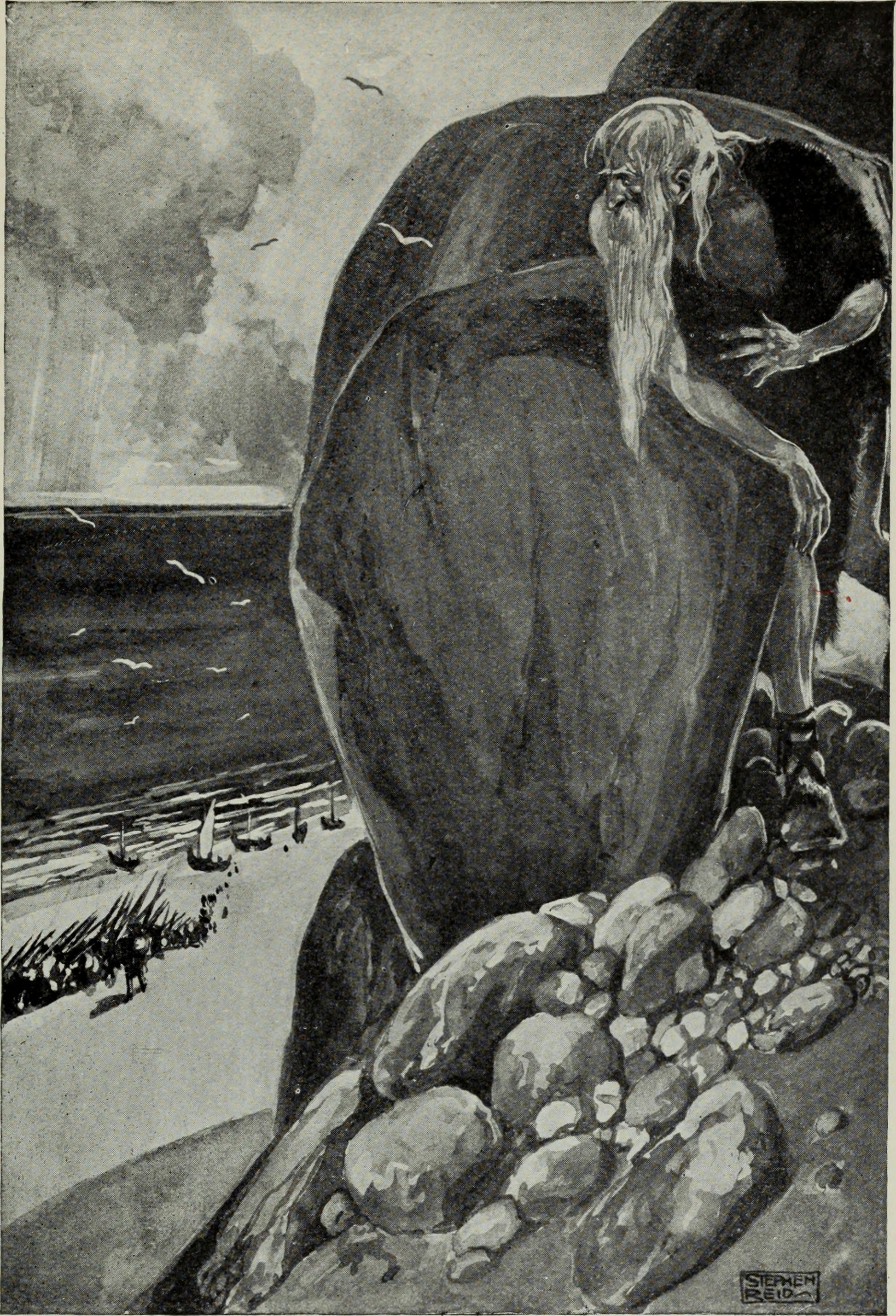
네메드인의 도래를 숨어 지켜보는 투언.

투언 막 카릴(아일랜드어: Tuan mac Cairill→카릴의 아들 투언)은 아일랜드 신화의 등장인물로, 태초에 가까운 시절부터 환생을 반복하며 그 전생의 기억들을 모두 가지고 있었다. 투언의 전설은 『회갈색 암소의 서』에 기록되어 있다. 현재 이 책의 15세기 판본은 보들리언 도서관에, 16세기 판본은 더블린 트리니티 대학에 소장되어 있다.
투언은 은자였는데, 기독교를 선교하러 온 성자 피니언 더 모빌러를 만나 자기가 2000년 전에 태어나 그때 이래로 에린 섬에 수많은 도래인들이 침략해오는 것을 보아왔다고 말했다.
투언은 원래 파르홀론인이었는데, 홍수 또는 역병으로 다른 사람은 모두 죽고 자기 혼자 남았다. 머리카락과 손발톱이 마구 자라난 그는 회색의 모습으로 다음 도래인인 네메드인이 침입해오는 것을 목격했다. 네메드는 그의 부친의 형제라고 했다. 그리고 정신을 차린 그는 자신이 건강한 어린 수사슴으로 환생한 것을 발견했다. 사슴으로서 그는 네메드인들이 멸종당하는 것을 목격했고, 이번에는 멧돼지로 환생해 멧돼지 떼의 왕이 되었다. 그리고 피르 볼그가 에린 섬을 취하는 것을 목격했다. 그 다음에 그는 거대한 보라매(또는 수리)로 환생하여 투어허 데 다넌과 밀레시안이 차례로 에린 섬을 장악하는 것을 보았다. 그 다음에는 연어로 환생했다가, 카릴이라는 군장을 섬기는 어부에게 잡혔다. 카릴의 아내가 연어를 통째로 잡아먹자 연어는 그녀의 자궁을 통해 카릴 부부의 아들로 환생했고, 이 때 비로소 투언이라는 이름을 받았다. 투언은 기독교로 개종했고, 이후 성자 파드라그, 성자 콜룸 킬러와도 대화를 나누었다.

## 같이 보기
- 에린 침략의 서
- 핀탄 막 보크라